# Tatiana Aleyeva
Tatiana Alexándrovna Aleyeva –en ruso, Татьяна Александровна Алеева– (Kedrovka, URSS, 1 de marzo de 1991) es una deportista rusa que compite en halterofilia. Ganó dos medallas de plata en el Campeonato Europeo de Halterofilia en los años 2017 y 2019.

## Palmarés internacional
| Campeonato Europeo | Campeonato Europeo | Campeonato Europeo | Campeonato Europeo |
| Año                | Lugar              | Medalla            | Categoría          |
| ------------------ | ------------------ | ------------------ | ------------------ |
| 2017               | Split (Croacia)    | Medalla de plata   | 63 kg              |
| 2019               | Batumi (Georgia)   | Medalla de plata   | 59 kg              |